# 거제초등학교 (경남)
거제초등학교는 대한민국 경상남도 거제시 거제면 동상리에 있는 공립 초등학교이다.

## 학교 연혁
- 1907년 2월 10일 거제사립보통학교 설립(2년제)
- 1909년 3월 31일 제1회 졸업(남 6명)
- 1911년 4월 8일 거제공립보통학교(4년제)로 개칭(설립인가 4월 1일)
- 1924년 4월 1일 6년제 개편
- 1938년 4월 1일 거제성내공립심상소학교로 개칭[1]
- 1941년 4월 1일 거제성내공립국민학교로 개칭[2]
- 1946년 5월 10일 거제국민학교 교명 변경
- 1956년 6월 4일 본교 석조 2층 16개 교실 준공
- 1964년 12월 30일 별관 4개 교실 준공(단층)
- 1996년 2월 27일 다목적교실(강당) 준공
- 1996년 3월 1일 거제초등학교 교명 변경[3]
- 1997년 11월 26일 학교 역사관 개관
- 1998년 3월 1일 산달초등학교 본교로 편입
- 1999년 3월 1일 법동초등학교 분교로 편입
- 1999년 9월 1일 법동분교장 본교 통합
- 2001년 5월 17일 별관 개축교사 준공(교실10, 멀티미디어실1, 급식소1)
- 2003년 3월 1일 산달분교장 본교 통합
- 2007년 9월 21일 본관건물 등록문화재 등록(제 356호)
- 2012년 3월 1일 제33대 교장 안재기 취임
- 2015년 2월 17일 제106회 졸업(총 11,922명)
- 2015년 3월 2일 13학급(학습도움반 포함) 편성(총 245명)

## 본관
《거제초등학교 본관》은 1955년 착공되어 1956년 6월 준공된 화강석 조적조 건물로 정부지원금 일부와 지역부담금(지역주민 헌금과 인력지원)으로 지어진 건물로, 2007년 9월 21일 대한민국의 등록문화재 제356호로 지정되었다.

## 학교 상징
- 교목(校木) - 은행나무
- 교화(敎化) - 동백꽃

## 참고 자료
- 거제초등학교 - 한국교육학술정보원 학교알리미